# Stelle principali della costellazione del Leone
Segue un prospetto delle stelle principali della costellazione del Leone, elencate per magnitudine decrescente.